# Mercedes F1 W09 EQ Power+
De Mercedes F1 W09 EQ Power+ is een Formule 1-auto die gebruikt wordt door het Mercedes F1-team in het seizoen 2018.

## Onthulling
Op 22 februari 2018 presenteerde Mercedes hun nieuwe auto door middel van een livestream op het internet. De auto wordt bestuurd door de Brit Lewis Hamilton, die zijn zesde seizoen met het team ingaat, en de Fin Valtteri Bottas die zijn tweede seizoen bij het team rijdt.

## Resultaten
| Resultaat                     |
| ----------------------------- |
| Winnaar                       |
| Tweede plaats                 |
| Derde plaats                  |
| Gefinisht (punten)            |
| Gefinisht (geen punten)       |
| Niet geklasseerd (NC)         |
| Uitgevallen (DNF)             |
| Niet gekwalificeerd (DNQ)     |
| Gediskwalificeerd (DSQ)       |
| Niet gestart (DNS)            |
| Gewond (INJ)                  |
| Uitgesloten (EX)              |
| Teruggetrokken (WD)           |
| Niet deelgenomen (blanco cel) |
| vetgedrukt (pole position)    |
| cursief (snelste ronde)       |

| Jaar | Chassis                   | Motor    | Banden | Coureurs        | 1   | 2   | 3   | 4   | 5   | 6   | 7   | 8   | 9   | 10  | 11  | 12  | 13  | 14  | 15  | 16  | 17  | 18  | 19  | 20  | 21  | Punten | WK-plaats |
| ---- | ------------------------- | -------- | ------ | --------------- | --- | --- | --- | --- | --- | --- | --- | --- | --- | --- | --- | --- | --- | --- | --- | --- | --- | --- | --- | --- | --- | ------ | --------- |
| 2018 | Mercedes F1 W09 EQ Power+ | Mercedes | P      |                 | AUS | BHR | CHN | AZE | SPA | MON | CAN | FRA | OOS | GBR | DUI | HON | BEL | ITA | SIN | RUS | JPN | VST | MEX | BRA | ABU | 655    | Goud      |
| 2018 | Mercedes F1 W09 EQ Power+ | Mercedes | P      | Lewis Hamilton  | 2   | 3   | 4   | 1   | 1   | 3   | 5   | 1   | DNF | 2   | 1   | 1   | 2   | 1   | 1   | 1   | 1   | 3   | 4   | 1   | 1   | 655    | Goud      |
| 2018 | Mercedes F1 W09 EQ Power+ | Mercedes | P      | Valtteri Bottas | 8   | 2   | 2   | 14† | 2   | 5   | 2   | 7   | DNF | 4   | 2   | 5   | 4   | 3   | 4   | 2   | 2   | 5   | 5   | 5   | 5   | 655    | Goud      |
| Jaar | Chassis                   | Motor    | Banden | Coureurs        | 1   | 2   | 3   | 4   | 5   | 6   | 7   | 8   | 9   | 10  | 11  | 12  | 13  | 14  | 15  | 16  | 17  | 18  | 19  | 20  | 21  | Punten | WK-plaats |

Ferrari SF71H ·
Force India VJM11 ·
Haas VF-18 ·
McLaren MCL33 ·
Mercedes F1 W09 EQ Power+ ·
Red Bull Racing RB14 ·
Renault R.S.18 ·
Sauber C37 ·
Toro Rosso STR13 ·
Williams FW41